# Benifallet (kommun)
Benifallet är en kommun i Spanien.   Den ligger i provinsen Província de Tarragona och regionen Katalonien, i den östra delen av landet, 400 km öster om huvudstaden Madrid. Antalet invånare är 771. Arean är 62 kvadratkilometer. Benifallet gränsar till El Pinell de Brai, Miravet, Rasquera, Tivenys, Xerta, Paüls och Prat de Comte. 
Terrängen i Benifallet är kuperad.